# Rašomon
Rašomon (japonsko 羅生門, Hepburn Rashōmon) je japonski dramski film iz leta 1950, ki ga je režiral Akira Kurosava, v sodelovanju s snemalcem Kazuom Mijagavo. V glavnih vlogah nastopajo Toširo Mifune, Mačiko Kjo, Masajuki Mori in Takaši Šimura. Čeprav je ime filma sposojeno po istoimenski kratki zgodbi Rjonosukeja Akutagave, pa film temelji na drugi kratki zgodbi istega pisatelja Yabu no Naka. Dogajanje je postavljeno v 8. stoletje ob Rašomon, vrata v Kjoto..
Film je znan po načinu podajanja zgodbe, pri katerem več likov poda svojo subjektivno, alternativno, koristoljubno in nasprotujočo si različico istega dogodka. Pomenil je vstop japonske kinematografije v svet. Nagrajen je bil z zlatim levom na Beneškem filmskem festivalu leta 1951 in častnim oskarjem na 24. podelitvi leta 1952 ter velja za enega najboljših filmov v zgodovini. Po njem je poimenovan psihološki pojav rašomonijada.

## Vloge
- Takaši Šimura kot Kikori
- Minoru Čiaki kot Tabi Hoši
- Kičidžiro Ueda kot poslušalec
- Toširo Mifune kot Tadžomaru
- Mačiko Kjo kot samurajeva žena
- Masajuki Mori kot samuraj
- Noriko Honma kot Miko
- Daisuke Kato kot Houben